# 竹本むら太夫
竹本 むら太夫（たけもと むらたゆう）は、義太夫節の太夫。江戸中期より九代を数える。初代は初代竹本岡太夫の門弟であり、二代目は四代目竹本綱太夫を襲名しており、三代目以降はその門弟や孫弟子、曾孫弟子が襲名していることから、竹本綱太夫系の名跡として知られる。また、竹本岡太夫も四代目岡太夫の門弟から、六代目綱太夫（二代目織太夫）が出ており、その門弟から六代目岡太夫（織栄太夫→識太夫）が出ている。その幼名である竹本織栄太夫も、六代目竹本織太夫が令和5年（2023年）に入門した自身の門弟に名乗らせている。

## 初代
竹本むら太夫 → 三代目竹本錦太夫
初代竹本岡太夫の門弟。住居は西京五条橋下で、通称を利助といい、後に三代目竹本錦太夫を襲名した。
初代竹本錦太夫は、初代竹本政太夫事二代目竹本義太夫（竹本播磨少掾）の門弟で、初名を竹本（豊竹）和佐太夫と言い、豊竹座に出演していたが、播磨少掾没後に竹本錦太夫と改名し『楠昔噺』「どんぶりこの段」で大当たりを取る。
二代目竹本錦太夫は、初代錦太夫の門弟で、初名を竹本家太夫と名乗り、師の没後、錦太夫を二代目として名乗るが、西京むら太夫へ名前を譲り、引退する。
その二代目錦太夫から、錦太夫名跡を譲られたのが、初代のむら太夫である。文化3年（1806年）4月道頓堀大西芝居『日吉丸稚桜』「日吉丸誕生の段」他にてむら太夫事錦太夫を襲名する。
「大坂に出て天晴の立物也」と『増補浄瑠璃大系図』にあることから、名人であったことが伺われる。
「義太夫執心録」にも、「（竹本）錦太夫利介（利助）是は三代目京織錦なり寛政四子年中の芝居（薩摩座）へ下られ目見江が時頼記雪のだん君太の古手屋と引張て語分れ両方とも大当り男ふりと行義のよさ古手物より京織之錦」という記載がある。
「音曲高名集」に「竹本村太夫　中村屋源次郎と云」という記載があり、中村屋の「村」から「村太夫」を名乗った太夫が確認できるが、①師匠名がなく芸統が不明であること、②むら太夫名跡の後継者である二代目むら太夫は、錦太夫と同様に竹本政太夫事二代目竹本義太夫（竹本播磨少掾）の直系の名跡である竹本綱太夫を四代目として襲名していること、③二代目むら太夫は、師匠である三代目綱太夫や初代むら太夫である三代目錦太夫と同座している番付が確認できること（例えば文化8年（1811年）正月 御霊境内「一谷嫰軍記」「染模様妹背門松」）、④二代目むら太夫（四代目綱太夫）の門弟に、二代目錦太夫の前名である竹本家太夫がいることから、この項では初代むら太夫は三代目錦太夫であるとする。

## 二代目
詳細は四代目竹本綱太夫 欄を参照。
（生年不詳 - 安政2年7月26日（1855年9月7日））
二代目竹本むら太夫 → 四代目竹本綱太夫 → 竹本四綱翁
本名：近江屋吉兵衛。通称：江戸堀。号は四綱翁
近江国八日市の出身。三代目竹本綱太夫の門弟。「古今美音成ば人の勧めに依て（三代目）綱太夫を師匠と頼み名をば」二代目竹本むら太夫と名乗り、文化9年（1812年）正月大坂いなり境内芝居（文楽の芝居）に初出座。（※『浄瑠璃大系図』ではこの時を初出座とするが、文化5年（1808年）から番付に竹本むら太夫が確認できる）天保5年（1834年）12月大坂いなり境内芝居『祇園祭礼信仰記』「冷光尼庵室の段」にて四代目竹本綱太夫を襲名。天保8年（1837年）には紋下に就任。大坂は江戸堀二丁目に住居を構えていたため通称「江戸堀」と呼ばれる。
大坂と江戸で活躍したが、安政2年（1855年）7月27日に死去。墓は碑文谷の正泉寺に六代目綱太夫が建立したものが現存。戒名は眞綱慈教信士。

## 三代目
（生年不詳 - 天保8年（1837年）頃）
竹本淀太夫 → 三代目竹本むら太夫
播州の生まれで、三代目竹本中太夫（岡島屋）の門弟となり、竹本淀太夫を名乗る。師の中太夫没後、四代目竹本綱太夫（二代目むら太夫）の門弟となり、師の四代目竹本綱太夫襲名の翌年、天保6年（1835年）正月 竹屋町長楽亭（京）『嬢景清八島日記』「日向嶋の段」にて、竹本淀太夫事三代目竹本むら太夫を襲名した（同年4月森村芝居、同年12月座摩境内にても同狂言で披露）。
天保8年（1837年）正月 御霊境内『妹背山婦女庭訓』への出演を最後に、故郷播州へ逗留。その後、蚖（まむし）に噛まれ、病を発し、故郷播州の地で死去。墓所は「寺は生玉中寺町源聖寺坂東北角なり」と伝わる。

## 四代目
（生没年不詳）
竹本都太夫 → 四代目竹本むら太夫
二代目（四代目竹本綱太夫）の門弟。屋号は門前屋。西京の住人で通称を庄兵衛といい、縫職業を営み、素人名を都（みやこ）といったことから、初名を竹本都太夫と名乗る。「中年よりの太夫成美音にて」と『増補浄瑠璃大系図』にある。
天保10年（1839年）12月因講に竹本都太夫として加入し、文楽へは四代目竹本むら太夫として出勤した。
天保11年（1840年）正月改正大新版「三都太夫三味線人形見競鑑」（見立番付）に前頭大坂都太夫事竹本むら太夫と確認できることから、同年には四代目竹本むら太夫を襲名していたことがわかる。

## 五代目
（生年不詳 - 元治元年（1864年）10月29日）
竹本文太夫 → 五代目竹本むら太夫
二代目（四代目竹本綱太夫）の門弟。西京の住人で通称を徳三郎といい、『増補浄瑠璃大系図』では天保13年（1842年）3月『木下蔭狭間合戦』「道三館の段 中」を初舞台とするが、天保12年（1841年）4月四条北側大芝居『五天竺』「釈迦誕生の段」に房太夫事竹本文太夫とあることから、初名を竹本房太夫といった可能性がある。
同様に『増補浄瑠璃大系図』では、五代目竹本むら太夫の襲名を嘉永6年（1853年）西京北側芝居『祇園祭礼信仰記』とするが、嘉永4年（1851年）3月改正「三都太夫三味線操改名録」に「文太夫 竹本むら太夫」とあり、同年5月改正新板「三都太夫三味線人形見競鑑」（見立番付）にも「東前頭 文太夫事竹本むら太夫」とあることから、同年には五代目竹本むら太夫を名乗っていたことが確認できる。同様に芝居番付では、翌嘉永5年（1852年）正月 清水町浜小家（大坂）『寿連理松』「湊町の段 切」文太夫改竹本むら太夫、同年8月 寺町道場南新小屋『新版歌祭文』「野崎村の段」文太夫事竹本むら太夫が確認できる。
元治元年（1864年）5月より甲州にて出勤の途中、府中にて病気となり、10月29日甲府にて死去。戒名は冬誉浄縁禅定門。

## 六代目
文政7年（1824年）？- 明治19年（1886年）8月5日
竹本園太夫 → 竹本阿蘇太夫 → 六代目竹本むら太夫 → 四代目竹本重太夫 → 六代目竹本政太夫
竹本山城掾の門弟。本名：森近蔵。慶応2年（1866年）9月四条道場北の小家『博多織 車ノ段」にて阿蘇太夫事六代目竹本むら太夫を襲名。明治7年（1874年）2月松島文楽座『木下蔭狭間合戦』「駒木山城中の段 切」にてむら太夫改四代目竹本重太夫を襲名。
「四代（竹本重太夫）ハ始メ園太夫より阿蘇太夫 次ニ六代目むら太夫より 重太夫四代ト改名 死去ノ頃ニ六世政太夫ヲ襲名 一度モ此名跡ニテハ芝居勤メズ死ス 墓ダケニ六代目政太夫トアル」「六代目竹本政太夫トアル芝居ニテ披露ナク 名跡ヲ相続シ直死去セリ 俗名森近蔵」と、豊竹山城少掾が書き残しているように、襲名披露や六代目政太夫としての出演歴はなく、襲名後直ちに死去したことがわかる。
『偲ぶ俤』にも「大阪市天王寺生玉町長圓寺　重太夫事森近蔵　竹本政太夫　森晃院法重翁憲禅定門　明治十九年八月五日　行年六十二歳」とある。

## 七代目
（生年不詳 - 明治17年（1884年）9月17日）
初代竹本春栄太夫 → 七代目竹本むら太夫
四代目竹本綱太夫（二代目むら太夫）の門弟である五代目竹本春太夫の門弟。大坂出身にて本名を倭保太郎という。
元治元年（1864年）7月松島文楽へ出勤し、明治9年（1876年）松島文楽座『妹背山婦女庭訓』「妹山背山の段」雛鳥で春栄太夫改七代目むら太夫を襲名。定高には先代むら太夫である四代目竹本重太夫が出演している。
明治17年（1884年）9月17日）死去。戒名は釋教思。「おしき哉行年四十二才の若死なり」と『増補浄瑠璃大系図』にある。

## 八代目
（天保14年（1843年）6月 - 大正10年（1921年）2月10日）
竹本栄太夫 → 二代目竹本春栄太夫 → 八代目竹本むら太夫
四代目竹本綱太夫（二代目むら太夫）の門弟である五代目竹本春太夫の門弟。師の没後は師の弟子である竹本攝津大掾の門弟。
本名を佐々木龜次郎。初名を竹本栄太夫といい、明治16年（1883年）松島文楽座『祇園祭礼信仰記』「鳶田の段 口」にて栄太夫改二代目竹本春栄太夫を襲名（同公演にて四代目竹本実太夫が四代目竹本長門（登）太夫を襲名）。明治20年（1887年）4月松島文楽座『鎌倉三代記』「三浦母閑居の段 中」にて春栄太夫改八代目竹本むら太夫を襲名（次は三代目竹本織太夫、切は三代目竹本津太夫（七代目竹本綱太夫））。大正3年（1914年）3月興行を限りに太夫を引退し、文楽座の頭取となる。
大正10年（1921年）2月10日、79歳で死去。戒名は亀誉鶴峯信士。墓所は大阪市北区東寺町宝珠寺。

## 九代目
（生没年不詳）
竹本文字子太夫 → 三代目竹本常子太夫 → 八代目豊竹綾太夫 → 九代目竹本むら太夫
四代目竹本綱太夫（二代目むら太夫）の門弟である五代目竹本春太夫の門弟である三代目竹本越路太夫の門弟。本名西田武。
明治35年（1902年）初名竹本文字子太夫にて初舞台。大正4年（1915年）2月三代目竹本常子太夫、大正11年（1922年）5月『壇浦兜軍記』「阿古屋琴責の段 榛沢」にて八代目豊竹綾太夫をそれぞれ襲名した後、昭和8年（1931年）5月四ツ橋文楽座 夜の部『碁太平記白石噺』「吉原揚屋の段 おのぶ」にて綾太夫改め九代目竹本むら太夫を襲名。